# Injeção intra-articular
Injeção intra-articular é uma via de administração em que princípios ativos são aplicados na região articular num processo de infiltração do liquido.